# روئینگ در المپیک تابستانی ۱۹۳۶
رویینگ در بازی‌های المپیک تابستانی ۱۹۳۶ نام رویداد ورزش رویینگ در بازی‌های المپیک تابستانی بود که در سال ۱۹۳۶ برگزار شد. این مسابقات از هفت بخش تشکیل شده بود که ۱۱ تا ۱۴ اوت برگزار شد.

## کشورهای شرکت کننده
در این مسابقات ۳۱۳ ورزشکار از ۲۴ کشور به رقابت با یک دیگر پرداختند.
- آرژانتین (۳)
- استرالیا (۱۲)
- اتریش (۹)
- بلژیک (۷)
- برزیل (۲۱)
- کانادا (۱۰)
- چکسلواکی (۱۷)
- دانمارک (۱۶)
- استونی (۱)
- فرانسه (۱۹)
- آلمان (۲۶)
- بریتانیای کبیر (۱۸)
- مجارستان (۲۳)
- ایتالیا (۲۲)
- ژاپن (۱۶)
- هلند (۱۱)
- نروژ (۱)
- لهستان (۱۱)
- آفریقای جنوبی (۱)
- سوئد (۵)
- سوئیس (۱۶)
- ایالات متحده آمریکا (۲۶)
- اروگوئه (۸)
- یوگسلاوی (۱۴)

## جدول مدال‌ها
| رتبه | کشور                      | طلا | نقره | برنز | مجموع |
| ۱    | آلمان (GER)               | ۵   | ۱    | ۱    | ۷     |
| ۲    | بریتانیای کبیر (GBR)      | ۱   | ۱    | ۰    | ۲     |
| ۳    | ایالات متحده آمریکا (USA) | ۱   | ۰    | ۱    | ۲     |
| ۴    | ایتالیا (ITA)             | ۰   | ۲    | ۰    | ۲     |
| ۵    | سوئیس (SUI)               | ۰   | ۱    | ۱    | ۲     |
| ۶    | دانمارک (DEN)             | ۰   | ۱    | ۰    | ۱     |
| ۶    | اتریش (AUT)               | ۰   | ۱    | ۰    | ۱     |
| ۸    | فرانسه (FRA)              | ۰   | ۰    | ۲    | ۲     |
| ۹    | لهستان (POL)              | ۰   | ۰    | ۱    | ۱     |
| ۹    | آرژانتین (ARG)            | ۰   | ۰    | ۱    | ۱     |